# Haya Harareet

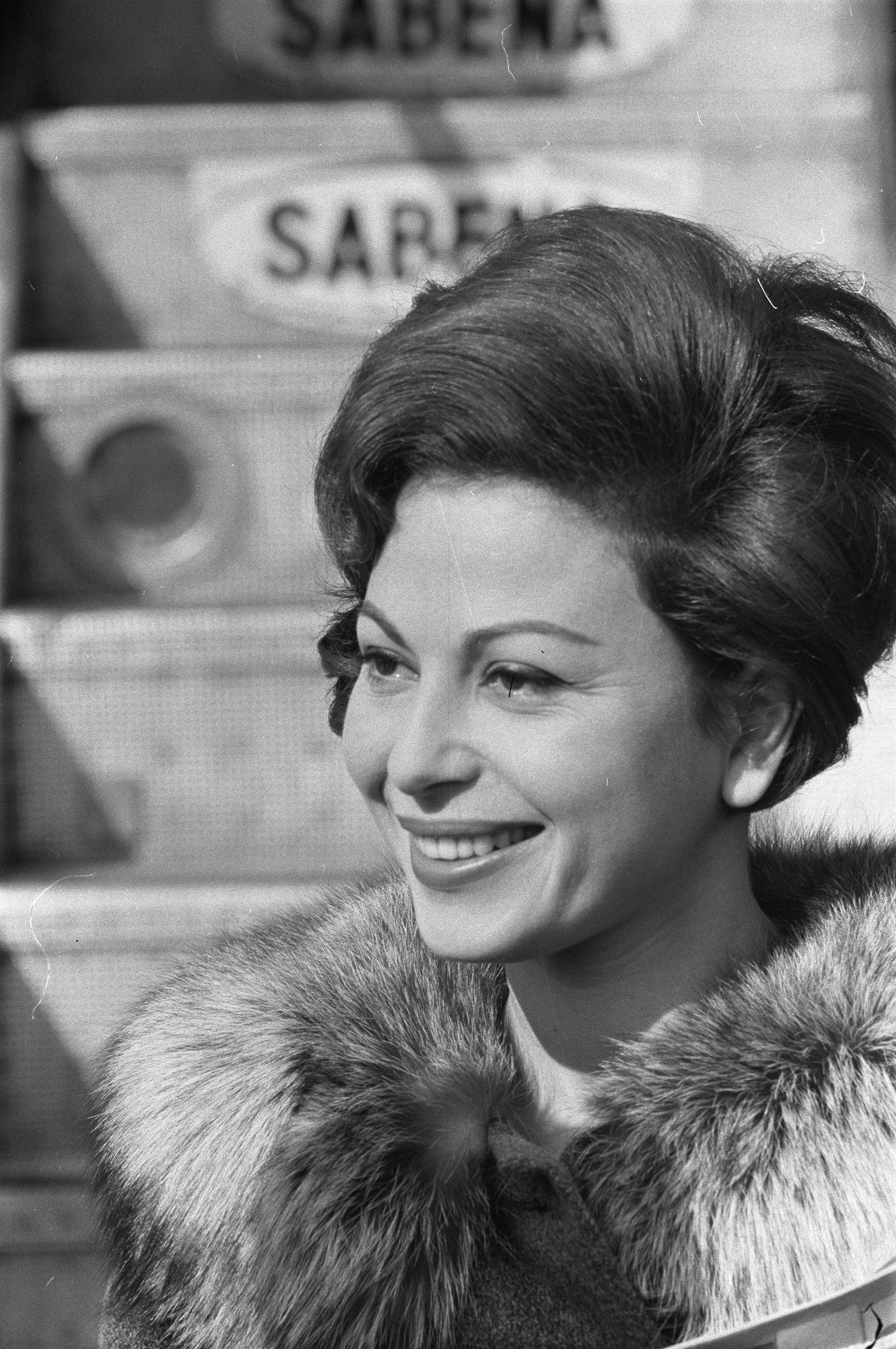
Chaja Hararit, 1960

Chaja Hararit, bekannt als Haya Harareet (hebräisch חַיָּה הֲרָרִית Chajjah Hararīt; * 20. September 1931 als Haya Neuberg in Haifa; † 3. Februar 2021 in Marlow, Buckinghamshire) war eine israelische Film- und Theaterschauspielerin sowie Drehbuchautorin, die vor allem durch den Filmklassiker Ben Hur bekannt wurde.

## Biografie
Chaja Hararit wurde unter dem Namen Haya Neuberg als Tochter von polnischen Einwanderern geboren. Als Schauspielerin führte sie den Namen Haya Harareet und begann ihre Karriere beim Theater, so stand sie am israelischen Cameri-Theater auf der Bühne. Ihr Filmdebüt erfolgte 1955 in Höhe 24 antwortet nicht, einem Politikfilm des Regisseurs Thorold Dickinson über den Unabhängigkeitskrieg von 1948. Internationale Bekanntheit erlangte Harareet 1959 durch ihre Mitwirkung in dem Monumentalfilm Ben Hur, der mit elf Oscars preisgekrönt wurde. Darin verkörperte sie an der Seite von Charlton Heston die weibliche Hauptrolle der Esther. Sie war das einzige Mitglied der Besetzung, das aus Israel, dem Originalschauplatz der Geschichte um Ben Hur, kam.
Trotz positiver Presse und eines Vertrags mit Metro-Goldwyn-Mayer konnte sie später an den Erfolg von Ben Hur nicht mehr anknüpfen. Bis 1964 sollte sie in insgesamt acht Spielfilmen mitwirken, die meisten wurden in Europa aufgeführt, so zum Beispiel in dem Abenteuerfilm Die Herrin von Atlantis. Obwohl Harareet stets in der weiblichen Hauptrolle besetzt war, blieb ihr der Durchbruch zum internationalen Filmstar letztendlich versagt. Bereits Mitte der 1960er-Jahre zog sie sich von der Filmschauspielerei zurück, einzig für eine Rolle in dem obskuren Kurzfilm My Friend Jonathan stand sie 1974 nochmals vor der Kamera. Stattdessen konzentrierte sie sich auf ihre Arbeit beim Theater und studierte Politikwissenschaften. Zudem verfasste Harareet 1967 das Drehbuch zu dem britischen Spielfilm Jede Nacht um Neun, einem Thriller mit Dirk Bogarde in der Hauptrolle.
Harareets erster Ehemann war ein Israeli, mit dem sie in Tel Aviv lebte und von dem sie vor 1961 geschieden wurde.
Mit dem britischen Filmregisseur Jack Clayton war Chaja Hararit von 1984 bis zu seinem Tod 1995 in zweiter Ehe verheiratet. Zuletzt lebte die Schauspielerin von der Öffentlichkeit zurückgezogen im Ruhestand. Sie starb im Februar 2021 im Alter von 89 Jahren in ihrem Haus in Buckinghamshire. Mit ihr starb die letzte noch lebende Person, die in Ben Hur eine im Abspann erwähnte Rolle innehatte.

## Filmografie
- 1955: Höhe 24 antwortet nicht (Givʿa 24 Eina Ona)
- 1957: La donna del giorno
- 1959: Ben Hur (Ben-Hur)
- 1961: Der unheimliche Komplize (The Secret Partner)
- 1961: Die Herrin von Atlantis (Antinea, l’amante della città sepolta)
- 1962: Männer, die das Leben lieben (The Interns)
- 1962: La leggenda di Fra Diavolo
- 1964: L’ultima carica
- 1967: Jede Nacht um neun (Our Mother’s House) (als Drehbuchautorin)
- 1974: My Friend Jonathan (Kurzfilm)